# Sssnake Kobra
Sssnake Kobra (Originaltitel: Sssssss) ist ein US-amerikanischer Horrorfilm aus dem Jahr 1973 mit Dirk Benedict in der Hauptrolle. Der Film wurde für den „Saturn Award für den besten Science-Fiction-Film“ nominiert.

## Handlung
Der Collegestudent David Blake nimmt eine Assistentenstelle bei dem Ophiologen Dr. Carl Stoner an. Stoner's vorheriger Assistent ist seinerzeit spurlos verschwunden, doch der Wissenschaftler erklärt dessen Fernbleiben mit familiären Verpflichtungen. David ahnt nicht, dass der hochgradig psychopathische Wissenschaftler einen Weg gefunden hat, Menschen in Reptilien zu verwandeln.
Nachdem David von einer Laborkobra gebissen worden ist, injiziert ihm Stoner unter der Vorgabe eines Gegengiftes sein Serum, worauf David's Haut sich schlangenartig zu verändern beginnt. David verliebt sich in Stoner's Tochter Kristina, die von ihrem Vater jedoch gewarnt wird, eine sexuelle Beziehung mit ihm einzugehen.
Bei dem Besuch einer Karnevalshow erkennt Kristina zu ihrem Entsetzen in der Hauptattraktion, dem „Schlangenmann“, den verschollenen Ex-Assistenten ihres Vaters wieder. Sie will David retten, dessen Transformation in eine Kobra zwischenzeitlich abgeschlossen ist. Stoner fällt seiner Laborkobra zum Opfer, die dann von der eintreffenden Polizei erschossen wird. Im Labor trifft Kristina auf David, der gerade von einem Mungo attackiert wird. Mitten im Rettungsversuch bricht der Film ab und lässt den Zuschauer über das Schicksal der Protagonisten im Unklaren.

## Kritik
„Gruselfilm, der sich ungeachtet seiner Absicht, die Machbarkeit aller Dinge und Zustände kritisch anzuprangern, ins Unsinnige verliert und trotz akustischer Effekte nur mäßig spannend ist.“

## Hintergrund
Der Film wurde mit einem Budget von 1,3 Millionen US-Dollar von Universal Pictures produziert und kam am 30. September 1976 in Deutschland in die Kinos; in den USA bildete er mit The Boy Who Cried Werewolf ein Horror-Double-Feature.
Während der Dreharbeiten wurden fünf aus Thailand importierte Königskobras verwendet, ohne deren Fangzähne zu ziehen. Der Film stellt das Filmdebüt des Schauspielers Reb Brown dar.